# پونام کائور
پونام کائور (به انگلیسی: Poonam Kaur) (زاده ۲۱ اکتبر ۱۹۸۳) بازیگر هندی است.
از کارهای معروف او می‌توان به بازی در فیلم‌های کسی مثل تو، ناگاوالی، گانش، آدو ماگادرا بوجی و شجاعت اشاره کرد.